# Rrröööaaarrr
Rrröööaaarrr – album kanadyjskiej grupy thrash metalowej Voivod, wydany w 1986 roku.

## Lista utworów
1. „Korgüll the Exterminator” - 4:57
2. „Fuck Off and Die” - 3:37
3. „Slaughter in a Grave” - 4:07
4. „Ripping Headaches” - 3:14
5. „Horror” - 4:13
6. „Thrashing Rage” - 4:35
7. „The Helldriver” - 3:45
8. „Build Your Weapons” - 4:46
9. „To the Death” - 5:12

## Twórcy
- Denis „Snake” Belanger – śpiew
- Denis „Piggy” D’Amour – gitara elektryczna
- Michel „Away” Langevin – perkusja
- Jean-Yves „Blacky” Theriault - gitara basowa